# Сірету (Сеучешть, Бакеу)
Сірету (рум. Siretu) — село у повіті Бакеу в Румунії. Входить до складу комуни Сеучешть.
Село розташоване на відстані 257 км на північ від Бухареста, 11 км на північ від Бакеу, 73 км на південний захід від Ясс.

## Населення
За даними перепису населення 2002 року у селі проживали 699 осіб, усі — румуни. Усі жителі села рідною мовою назвали румунську.